# الکس سانچز (بازیکن فوتبال، زاده ۱۹۸۹)
الکس سانچز (انگلیسی: Álex Sánchez؛ زادهٔ ۶ ژوئن ۱۹۸۹) بازیکن فوتبال اهل اسپانیا است.
از باشگاه‌هایی که در آن بازی کرده‌است می‌توان به باشگاه فوتبال اوساسونا و باشگاه فوتبال رئال ساراگوسا اشاره کرد.